# Eureka (televíziós sorozat)
Az Eureka, (EUReKA) egy amerikai sci-fi sorozat, amit 2006. július 18-án mutattak be a Sci Fi Channelen. Magyarországon a TV2 mutatta be először 2007. február 3-án.

## Történet
|  | Alább a cselekmény részletei következnek! |

Az Eureka egy titkos városról szól, ami a legnagyobb elméknek ad otthont az Egyesült Államokban. Miután a második világháború befejeződött, Einstein ráeszmélt, hogy a tudományé a jövő.
Ezért Einstein javaslatára Harry S. Truman egy szigorúan titkos várost építtetett az észak-amerikai kontinens csendes-óceáni partvidékén. A város soha nem került fel egy térképre sem, továbbá létezését sem hozták nyilvánosságra.
A film befejező része nyitva hagyja a sorozatot több okból is. Az egyik lehet szimpla marketing fogás, hogy ha netán kellő nézettsége lesz ismét a filmnek, és megéri bele pénzt fektetni, tehát úgy döntenek hogy folytatni fogják valamikor, akkor meg lehessen oldani (megmagyarázni) egy talányos esetet... Amennyiben viszont mégsem folytatják, és erre évek óta nem is került sor, úgy egyszerűen azért marad nyitott, mert logikailag nem teljesen helytálló a befejezés. Lássuk miért.
A befejező képkockák ugyanis pontosan hogy visszamutatnak az első rész kezdő képkockáihoz. Ami elméletben lehetne ugyan egy időhurok, és szimbolizálhatná azt, hogy a történet végtelen, és így mindig visszatér önnönmagába, tehát befejezett, de ezt amennyiben mégiscsak így akarták kivitelezni elhibázták, lévén ha valami időtorzulás végett csöppent be az első részben megismert korábbi Jack Carter, és lánya Zoe Carter, Eureka „jövőbeni” azaz utolsó részében zajló területére, akkor már a megérkezésükkor minden városlakónak ismernie kellett volna a két főszereplőt, hiszen a sorozat első részét követő többi részeiben évekig együtt éltek velük. De aki végignézte a sorozatot, vagy legalábbis az első részt az tudja, hogy korábban senki sem ismerte Jack és Zoe Cartert amikor a városba érkeztek. Ebből következik az is, hogy ez nem lehet egy lokális az Eureka városban keletkezett időhurok, ami így önmagába tért volna vissza, ahol is megszűnik létezni az évekkel későbbi idősebb Sheriff és lánya, és helyette a korábbi énje venné át ismét a szerepet, és így a folytonos visszacsatolás végett lezárná a sorozatot.
Amennyiben valamiért mégis így lenne, (függetlenül a befejező rész pillanatában még éppen csak létező Eureka város állapotától) úgy a nézőnek megmagyarázatlan maradt az, hogy minden városlakó jövőbeni énje eme idő pillanatban megállt, valamint ekkor teljesen törlődött a folytonossága valamiért, és visszaállt egy olyan korábbi pontra, amikor Jack és Zoé még nem laktak ott. Ez persze nem lenne lehetetlen dolog ha létezik időhurok, de mivel az egész Global Dinamics céget felszámolták a sorozat végére, és minden készüléket, valamint kísérleti eszközt elvittek, így ez csak egy olyan külső mindaddig be nem mutatott ok lehetett volna, amit akár nem is ezen a földrészen, (tehát nem Eureka-ban) hanem például Kínában – Svájcban vagy bárhol máshol egy másik kísérlet végrehajtása miatt generáltak mások, és ezáltal kihat az egész földi életre. Ha tehát mint filmnéző azt vesszük alapul, hogy a film erről azért nem beszél mert az egész sorozat azt taglalja, hogy a világ legjobb, legokosabb tudósai Eureka-ban laknak és dolgoznak, és sehol máshol a földön nincs ilyen fejlettség (holott a filmben többször is megemlítik az Area 51-es kifejezést) akkor...
Szimplán kizárásos alapon maximum azt lehetne mondani, a befejezésről, hogy mindkét szereplő alteregója egy időben volt jelen egy helyen, és az idővonal folyamatos előrehaladásának okán az valószínűsíthető, hogy a fiatalabbik Jack Carter, és a fiatalabbik Zoe Carter az első részben röpke időre (valami akkori kísérlet rejtélyes okából kifolyólag) bepillantást nyerhetett egy lehetséges jövőbe, ami később persze hogy hogysem, szemmel láthatólag beigazolódott, amikor is a befejező részben évekkel később az idősebb Jack, és az idősebb Zoe elhagyni készült a várost. Ők ugyanis meglehet ugyanezen okból valami miatt egy pillanatra bepillantást nyerhettek a múlt egy piciny szegmensébe, (azaz mondhatni vizuálisan is megerősítve visszaemlékezhettek arra), amikor is éppen a városba érkeztek. Persze ennek az időtorzulásnak az oka nem lett megmagyarázva semelyik részben sem, ezért is maradt nyitott a sorozat utolsó része.
Hasonló időtorzulással kapcsolatos hibákat vétettek a készítők már korábban is a filmben (meglehet az is hogy szándékosan) akkor, amikor a főszereplők a jelenükből 1947-be, majd kis idővel később 1947-ből ismét a "vélt" jelenükbe kerültek vissza, de eközben az idővonal, így a múltjuk és a jelenük is megváltozott a film elbeszélése szerint, ellenben senki sem emlékezett rá mit tehettek az elmúlt idő alatt, mivel valójában ŐK nem tették mindezt meg, hiszen időutazás lévén az időugrás közben nem a köztes eltelt időben levő saját életüket élték, csak visszacsöppentek a vélt, ámbár nem valós jelenükbe...
A filmbeli hiba ezáltal így már halmozott, mivel több kérdést is felvet. Például az egyik kérdés az, amikor az időutazók visszaérkeztek a vélt jelenükbe, akkor azok az alteregóik akik addig ott éltek, és 1947 - 2007 közt tevékenykedtek, végig élték a saját akkori jelenüket, (és még az is megeshetne hogy elméletileg nem is mentek sehova, nos akkor) azok hova lettek mikor az időutazók ide érkeztek? Vajon leváltották őket azok az utazók akik visszamentek a múltba, majd később ismét előre egy olyan jelenbe (a múlthoz képesti jövőbe) ami már nem ugyanaz lett? Leváltva így azokat, akik addig építették az „Ő” karrierjüket, életüket, és elméletileg akár el sem mentek onnan, mert más életben, és más életminőségben akár nem is hajtottak végre időutazást sem...
Ez esetben nem teljesen reális, hogy az időutazók az alteregóik helyére léptek nulla korábbi ismeretekkel. A valóságban ugyanabban az idősíkban ehelyett inkább duplikációként kellett volna megjelenjenek egy olyan idővonalon, ahol a korábbi alteregóik nem idő utaztak sehova, és vagy ha mégis utaztak hasonlatosan a korábbi főszereplőkhöz, akkor ők is pont ugyanide tértek volna vissza, amennyiben azok az utazók hasonlatosan a főszereplőinkhez, nem lépnek át egy másik párhuzamos világba.
Eme logikai kijelentésemet egy korábbi mondat is alátámasztja, amikor is Henry Deacon későbbi felesége, (akiről az időutazás előtt Henry nem is tudott semmit) azt jelentette ki, hogy vissza szeretné kapni a korábbi Henry-t (akit megismert). Ez pedig azt feltételezi, hogy az ő idővonalukban élő korábbi Henry (aki ugyan lehetséges, hogy a sorozatban előző részeiben megismert Henry-hez hasonlóan akár időutazott is), valójában személyiségében változott volna meg például azért, mert visszament az időben, és... ? Vagy mert időközben kicserélődött volna ?... (Mivel ez így rejtélyes, hát boncolgassuk tovább más perspektívából a dolgokat).
...Holott a valóságban a filmsorozat azt mutatja be, a főhőseink szemszögéből, hogy ők valójában semmit sem változtak meg az időutazásuk alatt, hanem pont hogy a környezetük változott meg akkor, amikor visszaérkeztek a számukra alternatív jelenbe. Alátámasztja ezt az is, hogy például, a szökőkút az alternatív jövőben már nem kőből, hanem bronzból van, vagy hogy az igazgató irodája, és komplett bútorzata is fehér színű lett köszönhetően Fargo ízlésének, aki korábban nem is volt igazgatói státuszban. Így ők emiatt nem csak egy számukra alternatív jövőbe csöppentek bele, ahol dolgok megváltoztak körülöttük, sőt még csak nem is szimplán időutazást hajtottak végre, hanem párhuzamos világok közt léptek át időben, és térben is egyaránt. Ez az oka annak, hogy nem ugyanazt az életet folytatják amit korábban azok akik előttük ott voltak és felépítettek. Ez az oka az eltérő személyiségi viselkedéseknek is, amit a párhuzamos síkokban másképp cselekvő alteregók, másképp éltek meg.
Ezt a logikai összefüggést persze kevesen látják át, és a film nem is tesz erről említést. Lehet hogy pont azért, hogy a néző gondolkodjon el rajta. Vagy talán azért, mert a forgatókönyv írók a nagy nyomás alatt, hogy több rész is elkészüljön a sorozatból nem gondoltak bele ezekbe a parány logikai dolgokba.
Mégis mi bizonyítja hát, hogy párhuzamos világról beszélünk, és nem a megváltozott jövőről? Hiszen a megváltozott jövő lehet(ne) éppen azért is, mert a múltba való beavatkozás azt kiváltotta. Ez ugyan igaz, de akkor a filmnézőkön kívül senkinek sem tűnne fel ez a változás. Miért is?
Vázolom: Induljunk ki abból, hogy adott az a pont, amikor az Archimedesi szobor még köböl van, és nem Fargó az igazgató Eureka-ban. Visszatérnek hát hatan a múltba, és apró parányi változások okán a jelenjük is megváltozik. Például az akkori katonai táborban talált "különös" jövőbeli szerkezetek (elkobzott mobiltelefon) más lendületet adnak az alakuló félben levő „Eureka projektnek” így az ő szüleik is másképp döntenek majd, így majd a saját gyermekeik is másképp döntenek, és a város is más irányba fog haladni. Ellenben majd a múlthoz képest akkori jövőben mivel a szülők és a gyerekek is azt a jelent építették, (1947 óta) senki sem látna különbséget mert értelemszerűen abban élték volna le az időutazásig zajló életüket és így kitörlődött volna az az emlék ami a módosulás miatt nem jöhetett létre.
Ha tehát a szobor bronzból épült meg és nem kőből, annak az oka, az 1947-ben beállt változástól eredeztethető, és így oda is vezethető vissza. Így tehát mindenkinek aki 2007-ből utazott vissza a múltba, már ez lenne az új valóság, és nem az hogy dolgok időközben megváltoztak, hiszen nekik is fel kellett nőni a városukban, és emiatt arra kellett (volna) már emlékezniük, hogy a szobor bronzból van, mert így élték meg, és hogy Fargó az igazgató, merthogy szintén ezt is így élték meg egészen addig a pontig, amíg visszautaztak.
Ez tehát egy paradoxon (¤↓), mivel a visszautazás okozta magát a változást, ami miatt az Archimedes szobrot nem kőből faragták, pár projektet talán nem is fedeztek fel, néhány tudós tán nem is dolgozik ott, Henry-nek talán éppen ezért lett felesége is, és még csak nem is sejtette azt sem, hogy besúgó lett belőlük, és Fargó időközben igazgató lett a Global Dinamics-nál...
Tehát ha ezek a változások a múltban ugyan felülírták a múltat, és az azt követő jelent is, akkor az ott élőknek (és az időutazóknak sem) senkinek nem kellene feltűnnie a változásnak, mert aztán már értelemszerűen ők is (mint ahogy mindenki más is) a megváltozott világban nőttek volna fel egészen a (látszólagos első) visszaindulásuk időpontjáig. Ami persze további változásokat már azután nem generált volna az időben, amennyiben a (második ismételt) visszatéréssel nem változtatnak többször a múlt eredetileg megváltozott helyzetén (feltételezve hogy a múlt megváltozott mivolta miatt másképp cselekvő időutazók, az esedékes immáron második időutazásukkor nem cselekednek másképp mint az elődeik tették).
Így az akkori jelen látszólagos további része, (lévén hogy a múlt megváltozott, és most ez a valós és helyes irány), teljesen törlődött volna, de még akár személyes emlék szintjén is méghozzá minden szereplőben, hiszen azt az utazók meg sem élhették volna éppen azért, mert meg sem történt volna az életükben, amíg gyerekkoruktól fogva felnőtté cseperedtek...
Mivel pedig a filmsorozat azt taglalja, hogy mind a 6 utazó emlékszik a meg nem történt dolgokra azután hogy nem ugyanabban a jövőben landoltak ahonnan elindultak, így az ő világuk ezért valahol máshol zavartalanul folyik tovább, míg ők valóban nem oda érkeztek meg, ahol azok a dolgok történtek amikre ők még emlékeznek. Tehát így elképzelhető az is, hogy a megüresedett helyekre, ahonnan ugyanabban az időben elment 6 másik alteregó érkeztek meg, és emiatt, egy másik párhuzamos világban landolt az a másik 6 alteregó is, így ezek után, immáron már ők is szintén egy másik életet élnek. Így akár minden ilyen ismétlődő esetben, végtelen számú párhuzamos valóságot generálva, ahol szerencsétlenül senki nem tudott a saját idővonalába visszatérni, amennyiben az emlékei szerint sajnos nem úgy vannak a dolgok, ahogyan azt a háta mögött hagyta mielőtt váratlanul a múltban találta magát...
Ez valójában többször is visszatérő jelenség a filmben...
Mindenesetre ez csak egy eleme az 5 évadot összefoglaló sorozatnak ami érdekes kérdéseket vet fel, és az összes rész tartogat számos más izgalmas, és akár lehetséges felfedezéseket is, ami egy Sci-Fi rajongói szívet egészen biztosan megdobogtatnak, és további érdekes kérdéseket vetnek fel...
-.-
(¤) Paradoxonnak nevezzük az időutazásban azt, ha például egy időutazó feltalál egy időutazásra alkalmatos gépet, visszamegy a múltba hogy megváltoztasson valamit, de sajnálatos módon ő maga nem tud majd emiatt a jövőben megszületni sem (például gyilkosság, vagy baleset miatt) így a megváltozott múlt az idő előrehaladtával azt a jelenséget váltja ki, hogy nem lesz visszatérés sem, mert nem lesz az a tudós aki feltalálta volna azt a gépet, amivel majd önmaga vissza térhet a múltba megváltoztatni azokat a dolgokat amik zavarták. Így valószínűleg azok a dolgok sem változnának meg amiket ő maga a visszatérésével megváltoztatott volna, mert nem is keletkeztek meg...

## Főszereplők
| Szerep                 | Évad       | Színész                    | Magyar hang                        |
| ---------------------- | ---------- | -------------------------- | ---------------------------------- |
| Jack Carter            | 1–5        | Colin Ferguson             | Lux Ádám                           |
| Allison Blake          | 1–5        | Salli Richardson-Whitfield | Náray Erika                        |
| Zoe Carter             | 1–5        | Jordan Hinson              | Bogdányi Titanilla                 |
| Henry Deacon           | 1–5        | Joe Morton                 | Haás Vander Péter                  |
| Nathan Stark           | 1–4        | Ed Quinn                   | Szabó Sipos Barnabás, Kőszegi Ákos |
| Josephina "Jo" Lupo    | 1–5        | Erica Cerra                | Mezey Kitty                        |
| Douglas Fargo          | 1–5        | Neil Grayston              | Kováts Dániel                      |
| Jim Taggart            | 1–5        | Matt Frewer                | Rosta Sándor                       |
| Beverly Barlowe        | 1, 2, 4, 5 | Debrah Farentino           | Csomor Csilla                      |
| Vincent                | 1–5        | Chris Gauthier             | Megyeri János                      |
| Trevor 'Charles' Grant | 4, 5       | James Callis               |                                    |
| Grace Monroe           | 4, 5       | Tembi Locke                | Ábel Anita                         |
| Zane Donovan           | 2–5        | Niall Matter               | Bartucz Attila                     |
| Andy helyettes         | 3–5        | Ty Olsson, Kavan Smith     | Fekete Zoltán                      |